# Governatore del Rhode Island

Stendardo del Governatore

Il Governatore del Rhode Island (in inglese: Governor of Rhode Island) è il capo del governo e comandante in capo delle forze militari dello stato statunitense del Rhode Island.

## Giudici di Portsmouth
- William Coddington 1638-1639
- William Hutchinson 1639 - marzo 1640

## Giudici di Newport

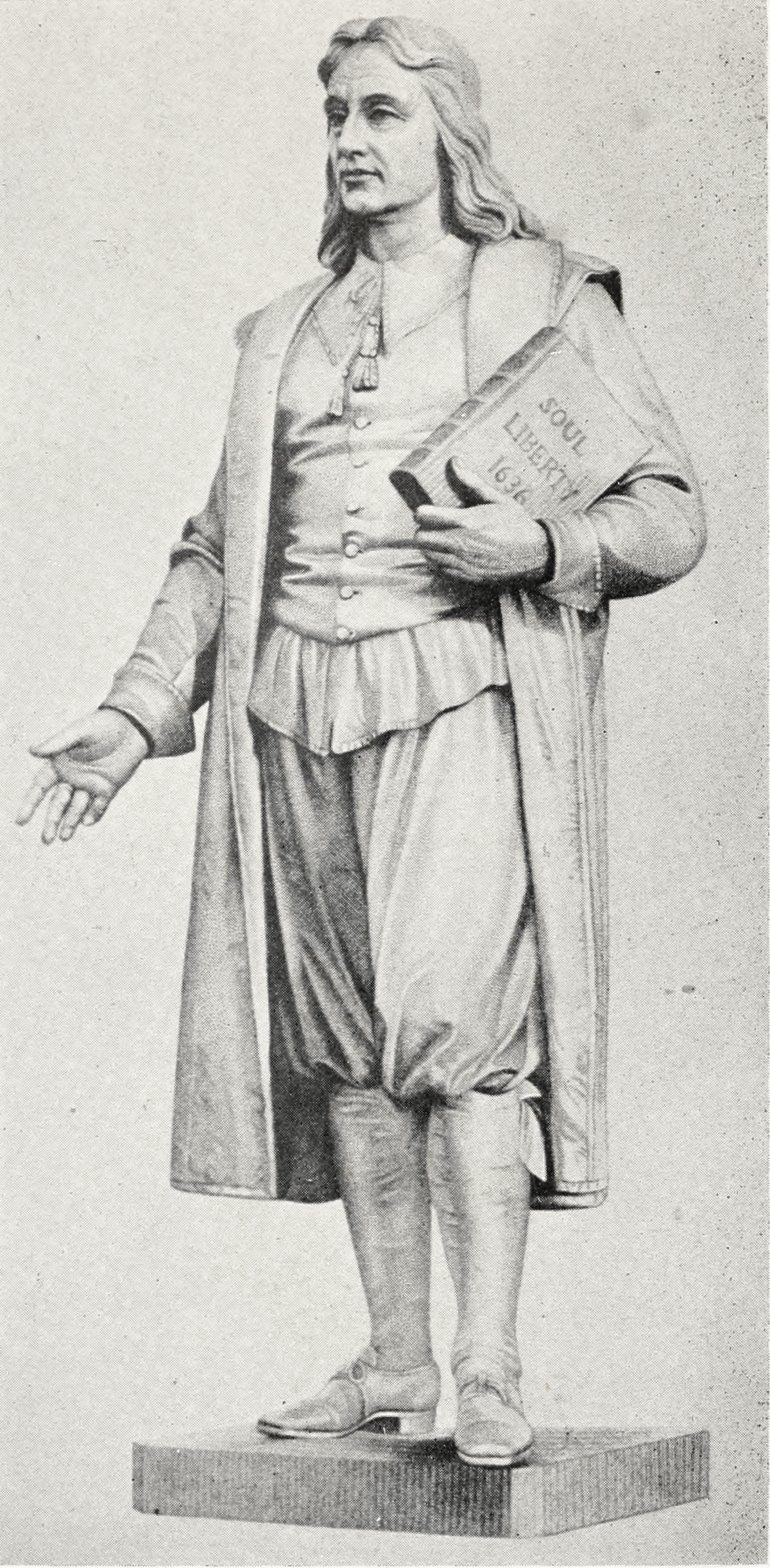
Roger Williams, fondatore della colonia di Rhode Island

- William Coddington 1639-1640

## Governatori di Rhode Island (Portsmouth e Newport)
- William Coddington 1640 - 1647

## Direttori sulla base della Patente del 1643 (Providence e Warwick)
- Roger Williams settembre 1644-maggio 1647

## Presidenti sulla base della Patente del 1643

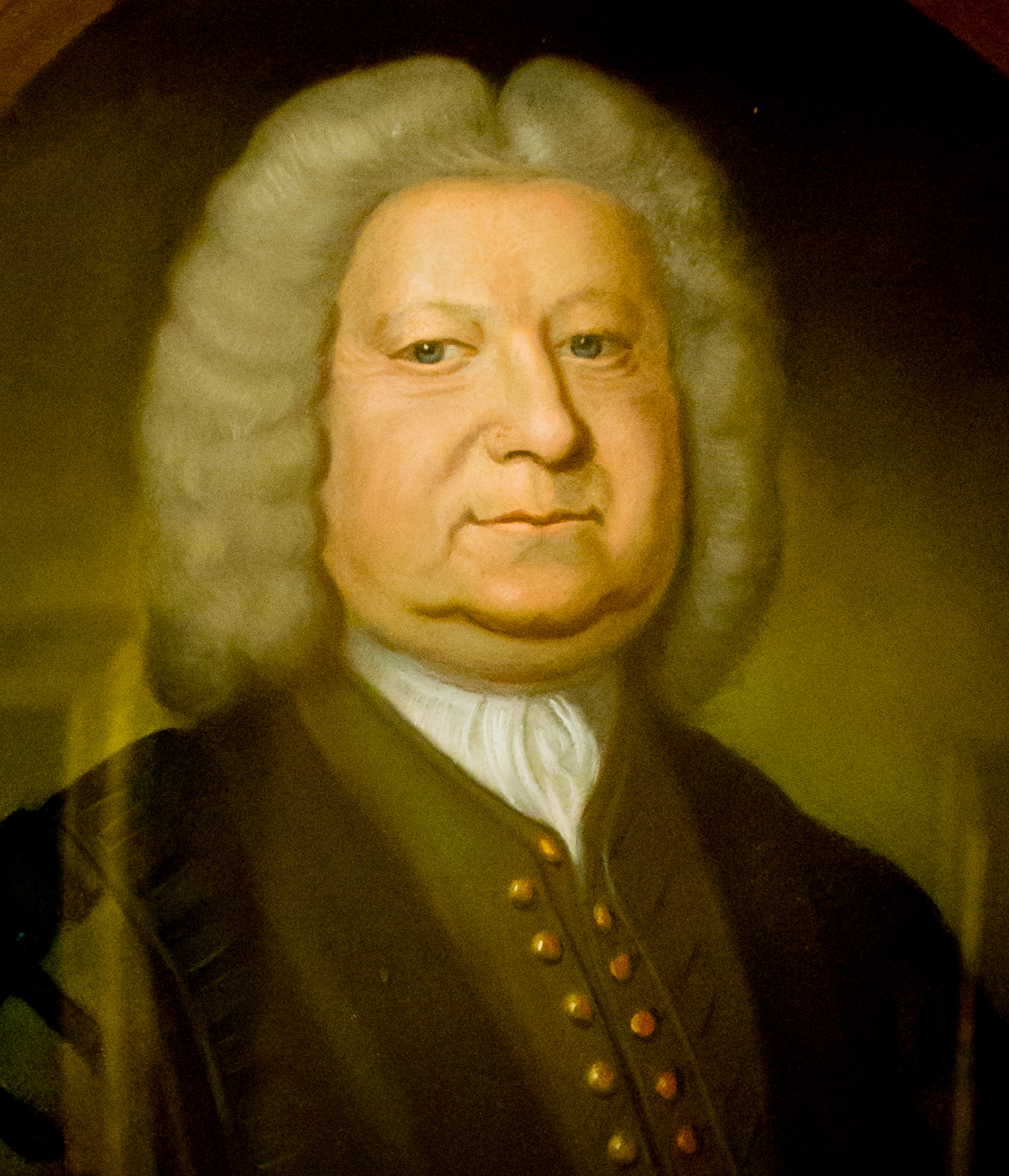
Richard Ward

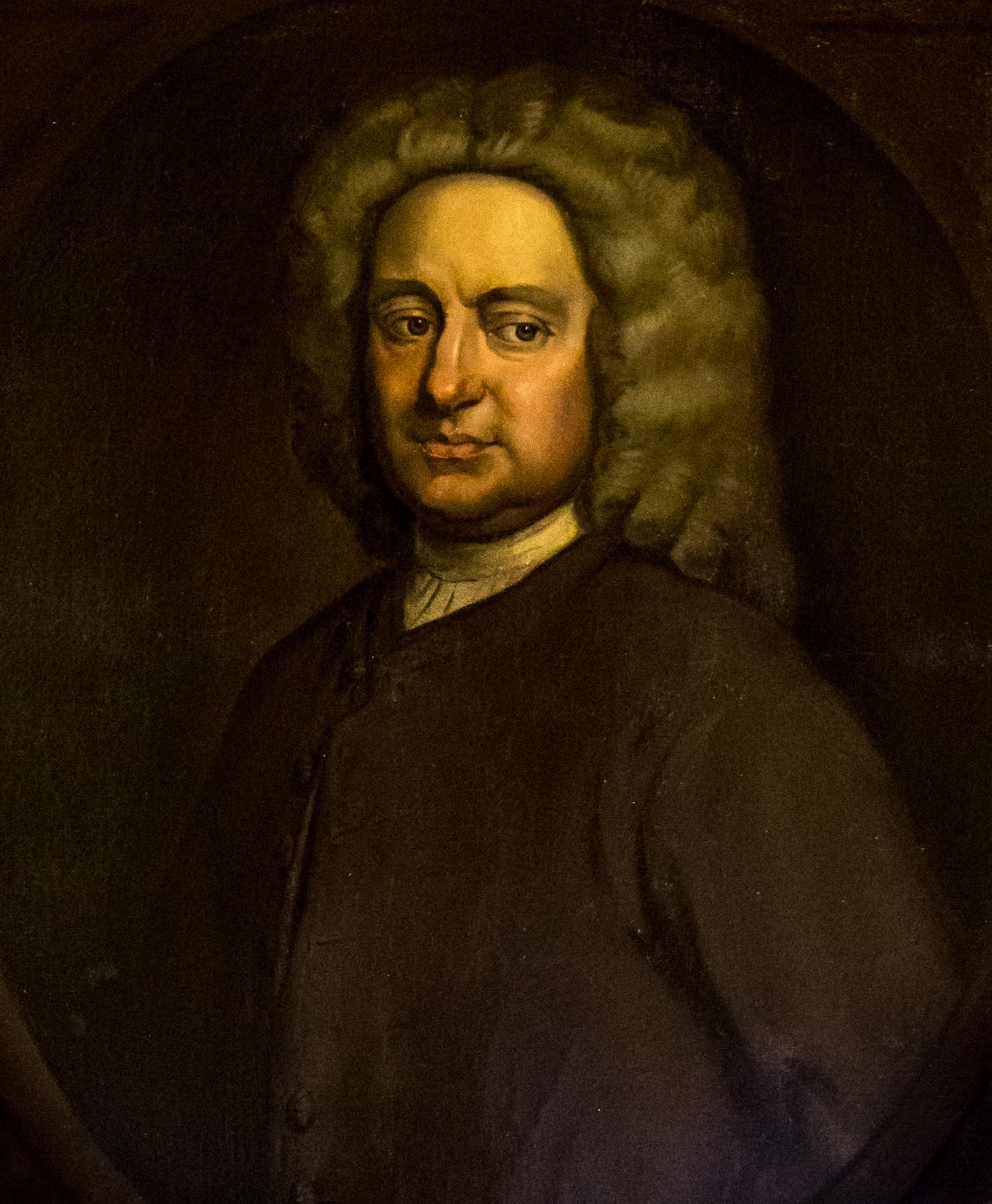
William Greene

- 1 John Coggeshall May-1647-November 1647 (morto in carica)
- 2 Jeremy Clarke maggio 1648-maggio 1649
- 3 John Smith maggio 1649-maggio 1650
- 4 Nicholas Easton maggio 1650-agosto 1651
- 5 Samuel Gorton ottobre 1651-maggio 1652 (solo Providence e Warwick)
- 6 John Smith maggio 1652-maggio 1653 (solo Providence e Warwick)
- 7 Gregory Dexter maggio 1653-maggio 1654 (solo Providence e Warwick)
- 8 Nicholas Easton maggio 1654-settembre 1654
- 9 Roger Williams settembre 1654-maggio 1657
- 10 Benedict Arnold maggio 1657-maggio 1660
- 11 William Brenton maggio 1660-maggio 1662
- 12 Benedict Arnold maggio 1662-novembre 1663

## Governatori di Newport e Portsmouth sotto la Commissione Coddington
- William Coddington maggio 1651-maggio 1653
- John Sanford maggio 1653 – 1653 (morto in carica tra il giugno ed il novembre del 1653)

## Governatori sulla base della Royal Charter of 1663
- Benedict Arnold novembre 1663-maggio 1666
- William Brenton maggio 1666 – 1669
- Benedict Arnold 1669-1672
- Nicholas Easton 1672-1674
- William Coddington 1674-1676
- Walter Clarke 1676-1677
- Benedict Arnold 1677-1678 (morto in carica)
- William Coddington 1678 (morto in carica)
- John Cranston 1678-1680 (morto in carica)
- Peleg Sanford 1680-1683
- William Coddington, Jr. 1683-1685
- Henry Bull 1685-1686
- Walter Clarke 1686

La Rhode Island Charter venne sospesa dal 1686 al 1689. Durante questo periodo, sir Edmund Andros prestò servizio come governatore del New England ove era inclusa Rhode Island.

## Governatori coloniali
Vacante: maggio 1689-febbraio 1690

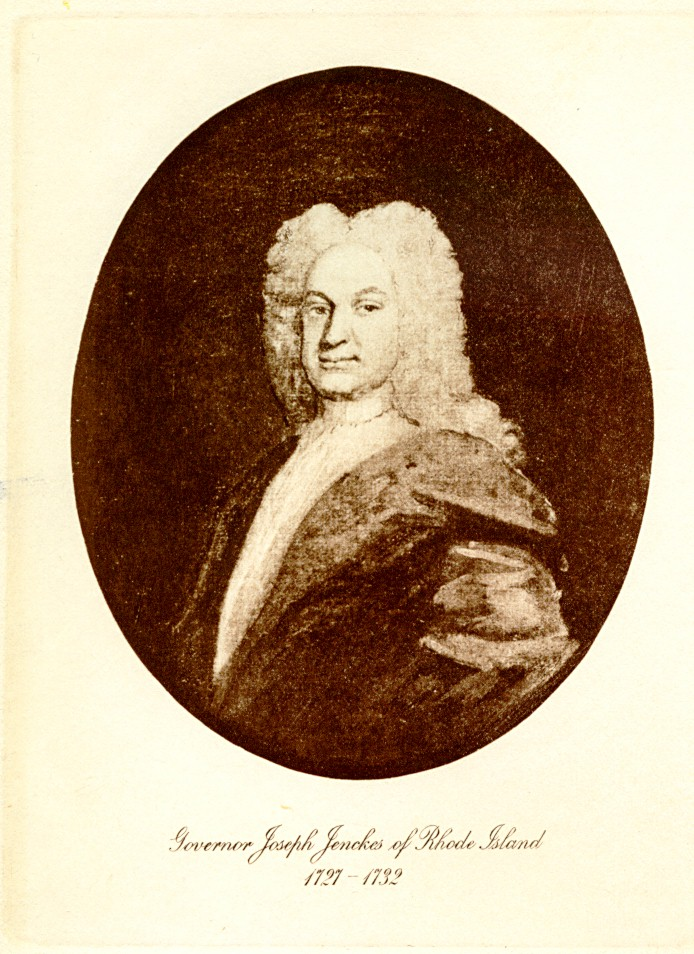
Joseph Jenckes

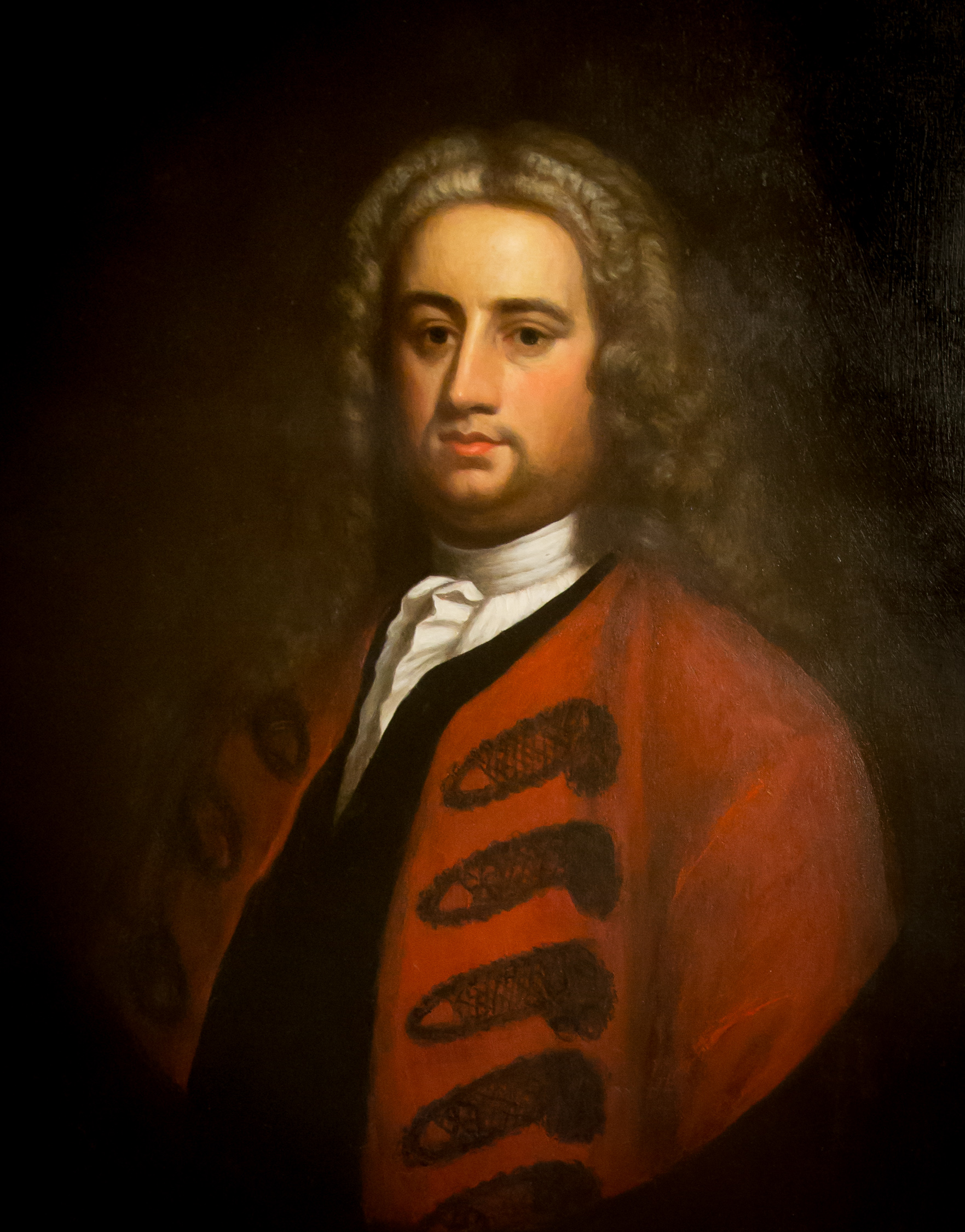
Joseph Wanton

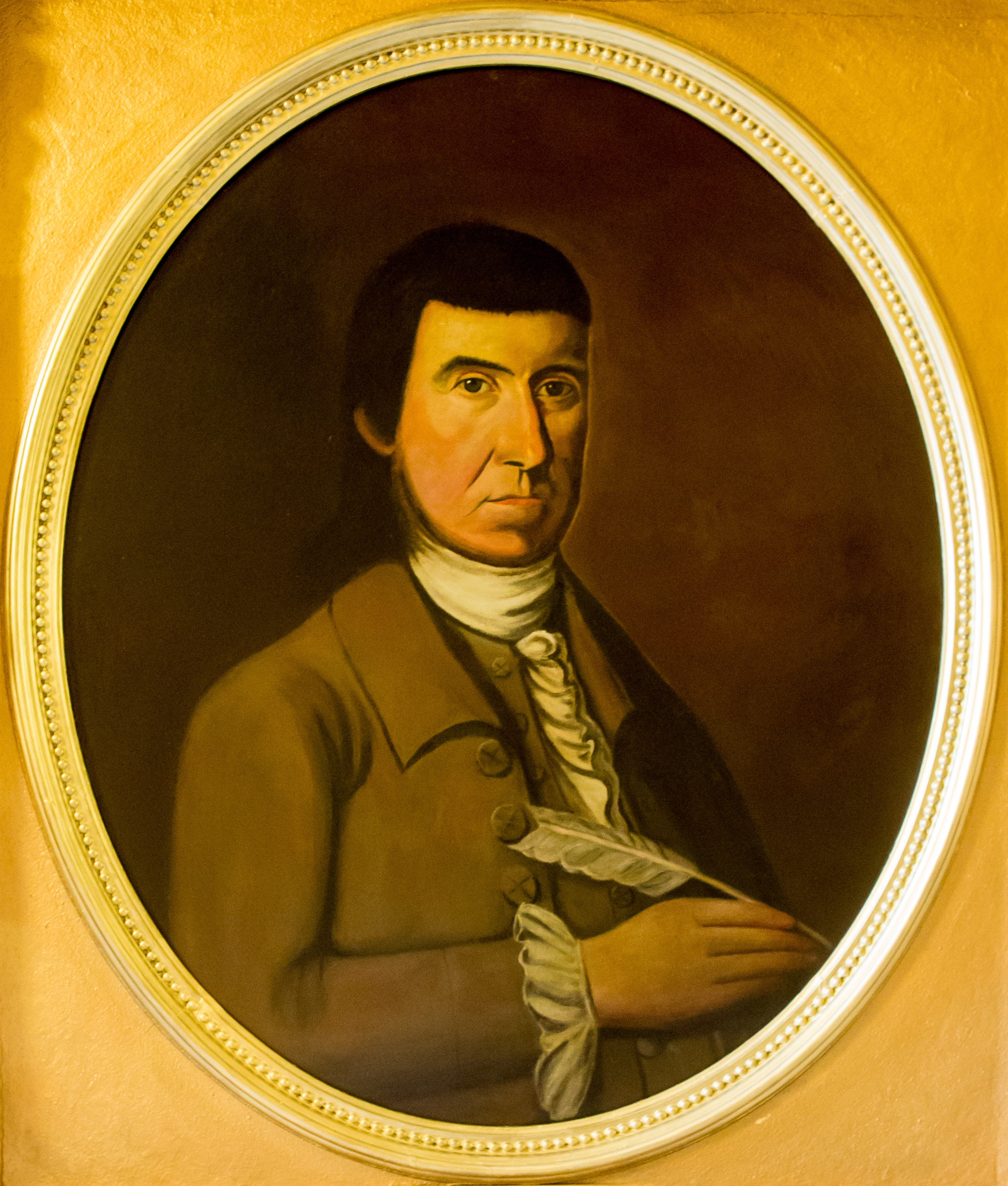
Nicholas Cooke

- Henry Bull febbraio 1690-maggio 1690
- John Easton maggio 1690-maggio 1695
- Caleb Carr May 1695-December 1695 (morto in carica)
- Walter Clarke 1696-1698 (rinuncia all'incarico)
- Samuel Cranston 1698-1727
- Joseph Jenckes 1727-1732
- William Wanton 1732-1733 (morto in carica)
- John Wanton 1734-1740 (morto in carica)
- Richard Ward 1740-1743
- William Greene 1743-1745
- Gideon Wanton 1745-1746
- William Greene 1746-1747
- Gideon Wanton 1747-1748
- William Greene 1748-1755
- Stephen Hopkins 1755-1757
- William Greene 1757-1758 (morto in carica)
- Stephen Hopkins 1758-1762
- Samuel Ward 1762-1763
- Stephen Hopkins 1763-1765
- Samuel Ward 1765-1767
- Stephen Hopkins 1767-1768
- Josias Lyndon 1768-1769
- Joseph Wanton 1769-1775 (rimosso dall'incarico)
- Nicholas Cooke 1775-1778

## Governatori dopo la proclamazione d'indipendenza degli Stati Uniti

### Partiti
Democratico (24)
  Repubblicano (32)
  Whig (4)
  Democratico-Repubblicani (4)
  Ind. (3)
  Partito Country (3)
  law e Order (2)
  Federale (1)
  Know Nothing (1)
  Rode island party (1)
| #  | Foto | Nome                         | Mandato          | Mandato          | Partito                  |
| #  | Foto | Nome                         | Inizio           | Termine          | Partito                  |
| -- | ---- | ---------------------------- | ---------------- | ---------------- | ------------------------ |
| 1  |      | Nicholas Cooke               | 7 novembre 1775  | 4 maggio 1778    | Nessuno                  |
| 2  |      | William Greene               | 4 maggio 1778    | 3 maggio 1786    | Nessuno                  |
| 3  |      | John Collins                 | 3 maggio 1786    | 5 maggio 1790    | Nessuno                  |
| 4  |      | Arthur Fenner                | 5 maggio 1790    | 15 ottobre 1805  | Country Party            |
| 5  |      | Henry Smith                  | 15 ottobre 1805  | 7 maggio 1806    | Country                  |
| 6  |      | Isaac Wilbour                | 7 maggio 1806    | 6 maggio 1807    | Country                  |
| 7  |      | James Fenner                 | 6 maggio 1807    | 1º maggio 1811   | Democratico-Repubblicano |
| 8  |      | William Jones                | 1º maggio 1811   | 7 maggio 1817    | Federalista              |
| 9  |      | Nehemiah R. Knight           | 7 maggio 1817    | 2 maggio 1821    | Democratico-Repubblicano |
| 10 |      | William C. Gibbs             | 2 maggio 1821    | 5 maggio 1824    | Democratico-Repubblicano |
| 11 |      | James Fenner                 | 5 maggio 1824    | 4 maggio 1831    | Democratico-Repubblicano |
| 12 |      | Lemuel H. Arnold             | 4 maggio 1831    | 1º maggio 1833   | Whig                     |
| 13 |      | John B. Francis              | 1º maggio 1833   | 2 maggio 1838    | Democratico              |
| 14 |      | William Sprague III          | 2 maggio 1838    | 2 maggio 1839    | Democratico              |
| 15 |      | Samuel Ward King             | 2 maggio 1839    | 2 maggio 1843    | Rhode Island Party       |
| 16 |      | Thomas Dorr                  | 1º maggio 1842   | 23 gennaio 1843  | Insurrezionalista        |
| 17 |      | James Fenner                 | 2 maggio 1843    | 6 maggio 1845    | Law and Order Party      |
| 18 |      | Charles Jackson              | 6 maggio 1845    | 6 maggio 1846    | Know Nothing             |
| 19 |      | Byron Diman                  | 6 maggio 1846    | 4 maggio 1847    | Law and Order            |
| 20 |      | Elisha Harris                | 4 maggio 1847    | 1º maggio 1849   | Whig                     |
| 21 |      | Henry B. Anthony             | 1º maggio 1849   | 6 maggio 1851    | Whig                     |
| 22 |      | Philip Allen                 | 6 maggio 1851    | 20 luglio 1853   | Democratico              |
| 23 |      | Francis M. Dimond            | 20 luglio 1853   | 2 maggio 1854    | Democratico              |
| 24 |      | William W. Hoppin            | 2 maggio 1854    | 26 maggio 1857   | Whig                     |
| 25 |      | Elisha Dyer                  | 26 maggio 1857   | 31 maggio 1859   | Repubblicano             |
| 26 |      | Thomas G. Turner             | 31 maggio 1859   | 29 maggio 1860   | Repubblicano             |
| 27 |      | William Sprague IV           | 29 maggio 1860   | 3 marzo 1863     | Repubblicano             |
| 28 |      | William C. Cozzens           | 3 marzo 1863     | 26 maggio 1863   | Democratico              |
| 29 |      | James Y. Smith               | 26 maggio 1863   | 29 maggio 1866   | Repubblicano             |
| 30 |      | Ambrose Burnside             | 29 maggio 1866   | 25 maggio 1869   | Repubblicano             |
| 31 |      | Seth Padelford               | 25 maggio 1869   | 27 maggio 1873   | Repubblicano             |
| 32 |      | Henry Howard                 | 27 maggio 1873   | 25 maggio 1875   | Repubblicano             |
| 33 |      | Henry Lippitt                | 25 maggio 1875   | 29 maggio 1877   | Repubblicano             |
| 34 |      | Charles C. Van Zandt         | 29 maggio 1877   | 25 maggio 1880   | Repubblicano             |
| 35 |      | Alfred H. Littlefield        | 25 maggio 1880   | 29 maggio 1883   | Repubblicano             |
| 36 |      | Augustus O. Bourn            | 29 maggio 1883   | 26 maggio 1885   | Repubblicano             |
| 37 |      | George P. Wetmore            | 26 maggio 1885   | 29 maggio 1887   | Repubblicano             |
| 38 |      | John W. Davis                | 29 maggio 1887   | 29 maggio 1888   | Democratico              |
| 39 |      | Royal C. Taft                | 29 maggio 1888   | 28 maggio 1889   | Repubblicano             |
| 40 |      | Herbert W. Ladd              | 28 maggio 1889   | 27 maggio 1890   | Repubblicano             |
| 41 |      | John W. Davis                | 27 maggio 1890   | 26 maggio 1891   | Democratico              |
| 42 |      | Herbert W. Ladd              | 26 maggio 1891   | 31 maggio 1892   | Repubblicano             |
| 43 |      | D. Russell Brown             | 31 maggio 1892   | 29 maggio 1895   | Repubblicano             |
| 44 |      | Charles W. Lippitt           | 29 maggio 1895   | 25 maggio 1897   | Repubblicano             |
| 45 |      | Elisha Dyer Jr.              | 25 maggio 1897   | 29 maggio 1900   | Repubblicano             |
| 46 |      | William Gregory              | 29 maggio 1900   | 16 dicembre 1901 | Repubblicano             |
| 47 |      | Charles D. Kimball           | 16 dicembre 1901 | 3 gennaio 1903   | Repubblicano             |
| 48 |      | Lucius F. C. Garvin          | 3 gennaio 1903   | 3 gennaio 1905   | Democratico              |
| 49 |      | George H. Utter              | 3 gennaio 1905   | 1º gennaio 1907  | Repubblicano             |
| 50 |      | James H. Higgins             | 1º gennaio 1907  | 5 gennaio 1909   | Democratico              |
| 51 |      | Aram J. Pothier              | 5 gennaio 1909   | 5 gennaio 1915   | Repubblicano             |
| 52 |      | R. Livingston Beeckman       | 5 gennaio 1915   | 4 gennaio 1921   | Repubblicano             |
| 53 |      | Emery J. San Souci           | 4 gennaio 1921   | 2 gennaio 1923   | Repubblicano             |
| 54 |      | William S. Flynn             | 2 gennaio 1923   | 6 gennaio 1925   | Democratico              |
| 55 |      | Aram J. Pothier              | 6 gennaio 1925   | 4 febbraio 1928  | Repubblicano             |
| 56 |      | Norman S. Case               | 4 febbraio 1928  | 3 gennaio 1933   | Repubblicano             |
| 57 |      | Theodore Francis Green       | 3 gennaio 1933   | 5 gennaio 1937   | Democratico              |
| 58 |      | Robert E. Quinn              | 5 gennaio 1937   | 3 gennaio 1939   | Democratico              |
| 59 |      | William Henry Vanderbilt III | 3 gennaio 1939   | 7 gennaio 1941   | Repubblicano             |
| 60 |      | J. Howard McGrath            | 7 gennaio 1941   | 6 ottobre 1945   | Democratico              |
| 61 |      | John O. Pastore              | 6 ottobre 1945   | 19 dicembre 1950 | Democratico              |
| 62 |      | John S. McKiernan            | 19 dicembre 1950 | 2 gennaio 1951   | Democratico              |
| 63 |      | Dennis J. Roberts            | 2 gennaio 1951   | 6 gennaio 1959   | Democratico              |
| 64 |      | Christopher Del Sesto        | 6 gennaio 1959   | 3 gennaio 1961   | Repubblicano             |
| 65 |      | John A. Notte Jr.            | 3 gennaio 1961   | 1º gennaio 1963  | Democratico              |
| 66 |      | John Chafee                  | 1º gennaio 1963  | 7 gennaio 1969   | Repubblicano             |
| 67 |      | Frank Licht                  | 7 gennaio 1969   | 2 gennaio 1973   | Democratico              |
| 68 |      | Philip W. Noel               | 2 gennaio 1973   | 4 gennaio 1977   | Democratico              |
| 69 |      | J. Joseph Garrahy            | 4 gennaio 1977   | 1º gennaio 1985  | Democratico              |
| 70 |      | Edward D. DiPrete            | 1º gennaio 1985  | 1º gennaio 1991  | Repubblicano             |
| 71 |      | Bruce Sundlun                | 1º gennaio 1991  | 3 gennaio 1995   | Democratico              |
| 72 |      | Lincoln C. Almond            | 3 gennaio 1995   | 7 gennaio 2003   | Repubblicano             |
| 73 |      | Donald Carcieri              | 7 gennaio 2003   | 4 gennaio 2011   | Repubblicano             |
| 74 |      | Lincoln Chafee               | 4 gennaio 2011   | 6 gennaio 2015   | Democratico              |
| 75 |      | Gina Raimondo                | 6 gennaio 2015   | 2 marzo 2021     | Democratico              |
| 76 |      | Daniel McKee                 | 2 marzo 2021     | in carica        | Democratico              |